# Arne Hasselblad
Ernst Arne Hasselblad, född 18 mars 1922 i Eskilstuna, död 27 november 1975 i Skanör, var en svensk skådespelare och sångare. 

## Biografi
Han var son till målarmästaren Ruben Carlson och hans maka Iduna, ogift Hasselblad. Han flyttade till Stockholm där han studerade sång för bland andra Carl Nygren-Kloster. Hasselblad debuterade i Aftonbladets talangtävling Vi som vill opp. Han kom till Stora Teatern i Göteborg 1950 där han medverkade i operetter så som Oklahoma!, Vita Hästen och Rose Marie. Han gjorde första operarollen på Stora Teatern som Basilio i Barberaren i Sevilla av Rossini. Hasselblad gästspelade i Serenad på Folkan i Stockholm.
Han anställdes som solist på Malmö Stadsteater 1957 där han verkade till sin bortgång 1975. Under åren på Malmö Stadsteater medverkade han bland annat i La Bohème, Barberaren i Sevilla, Don Giovanni, Figaros bröllop, Pajazzo, Askungen och Teaterbåten.
År 1968 erhöll Arne Hasselblad Thaliastatyetten.
Arne Hasselblad gifte sig första gången 1944 med Nanna Birgitta Nylöv (1920–1999), omgift Bengtsson, och andra gången 1954 med Eva Wedel (1923–2022), dotter till konstnären Nils Wedel och Alice Wallén. Arne Hasselblad fick barnen Peter (född 1944) och Gunilla (född 1947) i första äktenskapet samt Anna (född 1960) i andra äktenskapet. Han är gravsatt på Skanörs gamla kyrkogård.

## Teater

### Roller
| År   | Roll          | Produktion                                                                   | Regi           | Teater            |
| ---- | ------------- | ---------------------------------------------------------------------------- | -------------- | ----------------- |
| 1950 |               | Båt till lustgården                                                          | Lars Schmidt   |                   |
| 1954 | Karl Karlberg | Popperetten Bom Adolf Schütz, Paul Baudisch, Jules Sylvain och Gösta Rybrant | Nils Poppe     | Vasateatern       |
| 1958 | Prästen       | Ur-Faust Johann Wolfgang von Goethe                                          | Ingmar Bergman | Malmö stadsteater |
| 1958 | Anders        | Värmlänningarna Fredrik August Dahlgren och Andreas Randel                   | Ingmar Bergman | Malmö stadsteater |

## Filmroller
- 1943 – En flicka för mej
- 1943 – När ungdomen vaknar
- 1950 – Fästmö uthyres
- 1953 – All jordens fröjd
- 1955 – Enhörningen